# NGC 204
NGC 204 è una galassia lenticolare situata nella costellazione dei Pesci.

## Scoperta
NGC 204 è stata scoperta il 21 dicembre 1786 dall'astronomo britannico di origine tedesca William Herschel, che tuttavia non pubblicò le sue osservazioni. La successiva osservazione del 16 ottobre 1827 da parte del figlio John Herschel, assume quindi il valore di scoperta indipendente della galassia.